# John Regis
John Lyndon Regis (ur. 13 października 1966 w Lewisham, Wielki Londyn) – brytyjski lekkoatleta specjalizujący się w biegach sprinterskich, dwukrotny medalista letnich igrzysk olimpijskich (a także olimpijczyk z Atlanty), wielokrotny medalista mistrzostw świata i Europy. Za swoje osiągnięcia odznaczony został Orderem Imperium Brytyjskiego. Mąż Jennifer Stoute, brązowej medalistki olimpijskiej z Barcelony (1992).

## Sukcesy sportowe
- mistrz Wielkiej Brytanii w biegu na 100 m – 1988
- czterokrotny mistrz Wielkiej Brytanii w biegu na 200 m – 1985 (wspólnie z Linfordem Christie), 1986, 1991, 1993[1]

| Rok  | Miasto       | Zawody                      | Konkurencja                                                       | Wynik                                   |
| ---- | ------------ | --------------------------- | ----------------------------------------------------------------- | --------------------------------------- |
| 1985 | Chociebuż    | mistrzostwa Europy juniorów | sztafeta 4 x 100 m bieg na 100 m                                  | złoty medal brązowy medal               |
| 1987 | Rzym         | mistrzostwa świata          | bieg na 200 m                                                     | brązowy medal                           |
| 1987 | Liévin       | halowe mistrzostwa Europy   | bieg na 200 m                                                     | brązowy medal                           |
| 1988 | Seul         | olimpiada                   | sztafeta 4 x 100 m                                                | srebrny medal                           |
| 1989 | Budapeszt    | halowe mistrzostwa świata   | bieg na 200 m                                                     | złoty medal                             |
| 1989 | Haga         | halowe mistrzostwa Europy   | bieg na 200 m                                                     | srebrny medal                           |
| 1989 | Barcelona    | Puchar Świata               | sztafeta 4 x 100 m                                                | II miejsce                              |
| 1990 | Split        | mistrzostwa Europy          | bieg na 200 m sztafeta 4 x 400 m sztafeta 4 x 100 m bieg na 100 m | złoty medal srebrny medal brązowy medal |
| 1990 | Auckland     | igrzyska Wspólnoty Narodów  | sztafeta 4 x 100 m bieg na 200 m                                  | złoty medal srebrny medal               |
| 1991 | Tokio        | mistrzostwa świata          | sztafeta 4 x 400 m sztafeta 4 x 100 m                             | złoty medal brązowy medal               |
| 1992 | Barcelona    | olimpiada                   | sztafeta 4 x 400 m sztafeta 4 x 100 m bieg na 200 m               | brązowy medal IV miejsce VI miejsce     |
| 1993 | Stuttgart    | mistrzostwa świata          | bieg na 200 m sztafeta 4 x 100 m                                  | srebrny medal                           |
| 1994 | Victoria     | igrzyska Wspólnoty Narodów  | bieg na 200 m                                                     | srebrny medal                           |
| 1994 | Londyn       | Puchar Świata               | bieg na 200 m                                                     | I miejsce                               |
| 1995 | Göteborg     | mistrzostwa świata          | bieg na 200 m                                                     | VII miejsce                             |
| 1998 | Kuala Lumpur | igrzyska Wspólnoty Narodów  | bieg na 200 m                                                     | brązowy medal                           |

## Rekordy życiowe
- bieg na 100 m – 10,15 – Budapeszt 29/05/1993
- bieg na 200 m – 19,87 – Sestriere 31/07/1994 (były rekord Wielkiej Brytanii)[2]
- bieg na 400 m – 45,48 – Walnut 17/04/1993
- bieg na 60 m (hala) – 6,80 – Pireus 17/01/1999